# Do It Amazing
Do It Amazing là album phòng thu đầu tiên của nhóm nhạc nữ Hàn Quốc DIA, được phát hành vào ngày 13 tháng 9 năm 2015 bởi MBK Entertainment. Album đạt doanh số là 2,375 bản.

## Danh sách đĩa nhạc
| STT | Nhan đề                                      | Phổ lời                                           | Phổ nhạc                         | Thời lượng |
| --- | -------------------------------------------- | ------------------------------------------------- | -------------------------------- | ---------- |
| 1.  | "Music Lover" (Intro;음악 들을래)            | Shinsadong Tiger                                  | Shinsadong Tiger Ki Hui-hyeon    | 1:58       |
| 2.  | "Lean on Me" (hợp tác với Microdot)          | Shinsadong Tiger Monster Factory Microdot Sanchez | Shinsadong Tiger Monster Factory | 3:45       |
| 3.  | "Somehow" (왠지)                             | Shinsadong Tiger Monster Factory                  | Shinsadong Tiger Monster Factory | 3:32       |
| 4.  | "My Friend's Boyfriend" (내 친구의 남자친구) | Shinsadong Tiger Monster Factory LE               | Shinsadong Tiger Monster Factory | 4:00       |
| 5.  | "My Polaris" (내 마음에 별 하나)             | Monster Factory Daum                              | Monster Factory                  | 3:58       |
| 6.  | "Like Yesterday" (어제처럼)                  | Monster Factory                                   | Monster Factory Park Ga-Yeul     | 3:26       |
| 7.  | "Place"                                      | Monster Factory Blueblack Jion                    | Kim Upper                        | 3:28       |
| 8.  | "Say Hello"                                  | Monster Factory                                   | Huh Gak iHWAK                    | 3:32       |
| 9.  | "Somehow" (phiên bản tiếng Trung)            | Shinsadong Tiger Monster Factory                  | Shinsadong Tiger Monster Factory | 3:32       |
| 10. | "Somehow" (phiên bản Acoustic)               | Shinsadong Tiger Monster Factory                  | Shinsadong Tiger Monster Factory | 3:32       |
| 11. | "Somehow" (không lời)                        | —                                                 | Shinsadong Tiger Monster Factory | 3:32       |